# 1895 Larink
1895 Larink è un asteroide della fascia principale del diametro medio di circa 17,51 km. Scoperto nel 1971, presenta un'orbita caratterizzata da un semiasse maggiore pari a 3,1806631 UA e da un'eccentricità di 0,1588929, inclinata di 1,82447° rispetto all'eclittica.